# Jean-Louis Trintignant

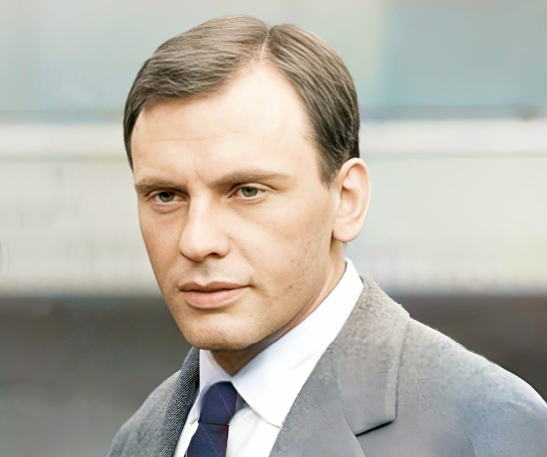
Jean-Louis Trintignant (1963)

Jean-Louis Trintignant (ur. 11 grudnia 1930 w Piolenc, zm. 17 czerwca 2022 w Uzès) – francuski aktor, reżyser, scenarzysta, producent i kierowca wyścigowy.

## Życiorys
Bratanek słynnego kierowcy rajdowego Maurice’a Trintignanta (1917–2005), poświęcił swoje zamiłowanie do samochodowych silników dla szkoły aktorskiej u Charlesa Dullina. W połowie lat 50. zaczął występować na ekranie. Wydawał się idealnym odtwórcą ról ludzi w typie „przeciętnego Francuza”: żwawy, o bystrym spojrzeniu zielonych oczu. Taki był w pierwszych swoich filmach, m.in. Gdyby wszyscy ludzie dobrej woli... (Si tous les gars du monde, 1956). Sławę przyniósł mu udział w filmie I Bóg stworzył kobietę (Et Dieu... créa la femme, 1956) Rogera Vadima – skandalizującym ówcześnie melodramacie, który wylansował Brigitte Bardot. Grając później w filmach francuskich i włoskich, wybierając mądrze role, udowodnił wkrótce swój profesjonalizm, inteligencję i wrażliwość.
Zapisał się w pamięci widzów dramatycznymi, złożonymi psychologicznie kreacjami z filmów Pojedynek na wyspie (Le Combat dans l'île, 1962), Moja noc u Maud (Ma nuit chez Maud, 1968), Pustynia Tatarów (Il Deserto dei Tartari, 1976), a przede wszystkim w wielkim przeboju Claude’a Leloucha Kobieta i mężczyzna (Un homme et une femme, 1966). Kreacja niedoświadczonego sędziego śledczego w inspirowanym autentycznymi wydarzeniami dramacie politycznym Costy-Gavrasa Z (1969) została uhonorowana nagrodą za pierwszoplanową rolę męską na Festiwalu Filmowym w Cannes. Nie dał się skusić perspektywami kariery hollywoodzkiej, wyjątek robiąc dla dramatu politycznego Pod ostrzałem (Under Fire, 1982) z Gene’em Hackmanem, Nickiem Nolte i Joanną Cassidy, którego akcja rozgrywa się w Ameryce Południowej. Rola byłego alkoholika – Pierre’a w melodramacie Kobieta mego życia (La Femme de ma vie, 1986), postać pułkownika Masaguala w dramacie Fiesta (1995) i rola samotnego emerytowanego sędziego zajmującego się podsłuchiwaniem swoich sąsiadów w dramacie psychologicznym Krzysztofa Kieślowskiego Trzy kolory: Czerwony (Trois couleurs: Rouge, 1994) była nominowana do Césara. W dramacie sensacyjnym Jacquesa Deray’a Flic Story (1975) zagrał psychopatycznego zbrodniarza Émile „Mimile” Buissona, znanego z wyjątkowo brutalnych i przerażających zbrodni.

## Życie prywatne
Był trzykrotnie żonaty. 18 listopada 1954 ożenił się ze Stéphane Audran. Rozwiedli się w 1956. W latach 1956–1957 był związany z Brigitte Bardot. W latach 1960–1976 był żonaty z Nadine Marquand, z którą miał troje dzieci: dwie córki – Marie (ur. 21 stycznia 1962, zm. 1 sierpnia 2003) i Pauline (zm. 1970) oraz syna Vincenta (ur. 3 września 1973). W 2000 poślubił Marianne Hoepfner.
Pierwsze dziecko, córka Marie, została zamordowana przez jej partnera Bertranda Cantata, lidera francuskiej grupy muzycznej Noir Désir, znanej z przeboju Le vent nous portera.
W 2018 zdiagnozowano u niego raka prostaty. W listopadzie 2021 pojawiły się doniesienia, że aktor traci wzrok, a stan jego zdrowia pogorszył się znacząco. Zmarł 17 czerwca 2022 w swoim domu w Uzès, w wieku 91 lat.

## Nagrody i nominacje
| Rok  | Nagroda                                            | Kategoria                                 | Film                                                                                  | Rezultat  |
| ---- | -------------------------------------------------- | ----------------------------------------- | ------------------------------------------------------------------------------------- | --------- |
| 1968 | 18. MFF w Berlinie                                 | Srebrny Niedźwiedź dla najlepszego aktora | Człowiek, który kłamie (L’Homme qui ment, 1968)                                       | Wygrana   |
| 1969 | 22. MFF w Cannes                                   | Najlepszy aktor                           | Z (1969)                                                                              | Wygrana   |
| 1986 | César                                              | Najlepszy aktor drugoplanowy              | Kobieta mego życia (La Femme de ma vie, 1986)                                         | Nominacja |
| 1994 | César                                              | Najlepszy aktor                           | Trzy kolory. Czerwony (Trois couleurs: Rouge, 1994)                                   | Nominacja |
| 1995 | César                                              | Najlepszy aktor                           | Fiesta (1995)                                                                         | Nominacja |
| 1998 | César                                              | Najlepszy aktor drugoplanowy              | Ci którzy mnie kochają wsiądą do pociągu (Ceux qui m’aiment prendront le train, 1998) | Nominacja |
| 2012 | César                                              | Najlepszy aktor                           | Miłość (Amour, 2012)                                                                  | Wygrana   |
| 2012 | Europejska Nagroda Filmowa                         | Najlepszy aktor                           | Miłość (Amour, 2012)                                                                  | Wygrana   |
| 2012 | Lumières                                           | Najlepszy aktor                           | Miłość (Amour, 2012)                                                                  | Wygrana   |
| 2012 | Globe de Cristal Awards                            | Najlepszy aktor                           | Miłość (Amour, 2012)                                                                  | Nominacja |
| 2012 | Nagroda Międzynarodowego Towarzystwa Kinofilskiego | Najlepszy aktor                           | Miłość (Amour, 2012)                                                                  | Nominacja |
| 2012 | London Film Critics’ Circle                        | Najlepszy aktor                           | Miłość (Amour, 2012)                                                                  | Nominacja |

## Filmografia

### Jako aktor
- 2012: Miłość (Amour) jako George
- 2004: Immortal – kobieta pułapka (''Immortel (ad vitam)) jako Jack Turner
- 2003: Janis i John (Janis et John) jako M. Cannon
- 1998: Ci którzy mnie kochają wsiądą do pociągu (Ceux qui m'aiment prendront le train) jako Lucien Emmerich/Jean-Baptiste Emmerich
- 1996: Wielce skromny bohater (Un héros tres discret) jako Stary Albert Dehousse
- 1995: Fiesta jako pułkownik Masagual
- 1995: Miasto zaginionych dzieci (La Cité des enfants perdus) jako wujek Irvin (głos)
- 1994: Trzy kolory: Czerwony (Trois couleurs: Rouge) jako sędzia
- 1991: Dziękuję ci życie (Merci la vie) jako oficer SS
- 1987: Dolina-widmo (La Vallée fantôme) jako Paul
- 1986: Kobieta i mężczyzna: 20 lat później (Un Homme et une femme, 20 ans déja) jako Jean-Louis Duroc
- 1986: Kobieta mego życia (La Femme de ma vie) jako Pierre
- 1985: Następne lato (L'Été prochain) jako Paul
- 1984: Szczególna przyjemność (Le Bon plaisir) jako prezydent
- 1984: Niech żyje życie! (Viva la vie!) jako François Gaucher
- 1984: Kobiety niczyje (Femmes de personne) jako Gilquin
- 1983: Byle do niedzieli (Vivement dimanche!) jako Julien Vercel
- 1983: Pod ostrzałem (Under Fire) jako Marcel Jazy
- 1982: Noc w Varennes (La Nuit de Varennes) jako pan Sauce
- 1982: Cios w serce (Colpire al cuore) jako Dario
- 1981: Idzie morderca (Un assassin qui passe) jako Ravic
- 1981: Głębokie wody (Eaux Profondes) jako Vic Allen
- 1980: Bankierka (La Banquière) jako Horace Vannister
- 1980: Kocham was wszystkich (Je vous aime) jako Julien
- 1980: Taras (La Terrasse) jako Enrico
- 1978: Cudze pieniądze (L'Argent des autres) jako Henri Rainier
- 1978: Pan pływak (Le Maître-nageur) jako ogrodnik
- 1976: Podróż poślubna (Le Voyage de noces) jako Paul
- 1976: Deszcz nad Santiago (Il pleut sur Santiago) jako senator
- 1976: Kobieta na niedzielę (La Donna della domenica) jako Massimo Campi
- 1976: Śmierć z komputera (L'Ordinateur des pompes funebres)
- 1976: Pustynia Tatarów (Il Deserto dei Tartari) jako lekarz
- 1975: Flic Story jako Émile Buisson
- 1975: Agresja (L'Agression) jako Paul Varlin
- 1974: Skrzypce na balu (Les Violons du bal) jako Lui
- 1974: Tajemnica (Le Secret) jako David Daguerre
- 1974: Kariera na zlecenie (Le Mouton enragé) jako Nicolas Mallet
- 1973: Pociąg (Le Train) jako Julien Maroyeur
- 1973: Zabrania się wiedzieć (Défense de savoir) jako Jean-Pierre Laubray
- 1972: Porwanie (L'Attentat) jako Francois Darien
- 1971: "Bez wyraźnych motywów ("Sans mobile apparent") jako Stephane Carella
- 1970: Konformista (Il Conformista) jako Marcello Clerici
- 1970: Łobuz (Le Voyou) jako Simon Duroc „Szwajcar”
- 1969: Moja noc u Maud (Ma nuit chez Maud) jako Jean-Louis
- 1969: Złodziej zbrodni (Le Voleur de crimes, Le) jako Jean
- 1969: Z jako sędzia śledczy
- 1969: Miłosny krąg (Metti una sera a cena) jako Michaele
- 1968: Człowiek zwany Ciszą (Il Grande silenzio) jako Silence
- 1968: Łanie (Les Biches) jako Paul Thomas
- 1968: Człowiek, który kłamie (L’Homme qui ment) jako Jan Robin/Boris Varissa
- 1966: Czy Paryż płonie? (Paris brule-t-il) jako kapitan Serge
- 1966: Długa droga (La Longue marche) jako Philippe
- 1966: Kobieta i mężczyzna (Un homme et une femme) jako Jean-Louis Duroc
- 1965: Piękna Angelika (Merveilleuse Angélique) jako Claude le Petit
- 1965: Przedział morderców (Compartiment tueurs) jako Eric
- 1964: Mata Hari, agent H-21 (Mata-Hari) jako François
- 1963: Zamek w Szwecji (Château en Suede) jako Eric
- 1963: Sukces (Il Successo) jako Sergio
- 1962: Siedem grzechów głównych (Les Sept péchés capitaux) jako Paul
- 1962: Fanfaron (Il Sorpasso) jako Roberto Mariani
- 1962: Pojedynek na wyspie (Le Combat dans l'île) jako Clement
- 1961: Źródło Trzech Prawd (Le Puits aux trois vérités)
- 1961: Światła na mordercę (Pleins feux sur l'assassin) jako Jean-Marie
- 1960: Bitwa pod Austerlitz (Austerlitz) jako Ségur, syn
- 1959: Niebezpieczne związki, 1960 (Les Liaisons dangereuses) jako Danceny
- 1959: Lato przemocy (L'Estate violenta) jako Carlo Romanazzi
- 1956: Prawo ulicy (La Loi des rues) jako Yves
- 1956: Gdyby wszyscy ludzie dobrej woli (Si tous les gars du monde) jako Jean-Louis
- 1956: Klub kobiet (Club de femmes) jako Michael
- 1956: I Bóg stworzył kobietę (Et Dieu... créa la femme) jako Michel Tardieu

### Jako scenarzysta
- 1992: L'Oeil écarlate
- 1978: Pan pływak (Maître-nageur, Le)
- 1973: Une journée bien remplie

### Jako reżyser
- 1978: Pan pływak (Le Maître-nageur)
- 1973: Une journée bien remplie